# Coś za coś (singel)
Coś za coś – singel Natalii Lesz, którego premiera odbyła się 9 maja 2009 w programie Dzień dobry TVN.
Muzykę do tego utworu skomponował znany z De Mono Marek Kościkiewicz, natomiast słowa napisał poeta Michał Zabłocki. Piosenka utrzymana jest w zupełnie innym klimacie niż debiutancki album.
Premiera teledysku odbyła się 24 czerwca 2009 roku za pośrednictwem strony internetowej TVP.
7 lipca 2009 Natalia wraz z piosenką „Coś za coś” walczyła o Polski Hit Lata 2009 podczas Sopot Hit Festiwal 2009, utwór zdobył 4. miejsce.